# Маннергейм, Карл Эрик
Граф (1825) Карл Эрик Маннергейм (1759—1837) — финский военный и политик. Государственный деятель. Прадед маршала Маннергейма.

## Биография
Карл Эрик Маннергейм родился третьим и младшим сыном полковника артиллерии Юхана Августа Маннергейма (р. 1778), коменданта Гётеборга и его второй супруги Хелены Марии Содерхильм. Его старший брат - выдающийся шведский администратор Ларс Августин Маннергейм и его средний брат Густав Йохан Маннергейм были самыми значительными представителями шведской ветви семьи Маннергеймов.
30 ноября 1775 года - студент в Упсале.
1 декабря 1775 года принят капралом в лейб-гвардии Конный полк, где 31 июля 1776 года назначен квартермейстером полка. 11 августа 1779 произведен в лейтенанты и назначен шталмейстером. 12 апреля 1780 произведен в старшие лейтенанты.
3 марта 1783 года переведен секунд-майором в пехотный полк Абосского лена, 26 апреля 1787 года произведен в премьер-майоры. Принял участие в Русско-шведской войне, во время которой командовал полком.
В 1790 году приговорён военным трибуналом к смертной казни за участие в Аньяльском союзе против короля Густава III, но 16 сентября 1790 года был помилован. Маннергейм лишился возможности продвигаться по службе в шведской армии и 19 мая 1796 года по собственному желанию ушел в отставку с военной службы.
В 1796 году он женился на Венде Софии фон Виллебранд (р. 1863), дочери губернатора и генерал-майора Эрнста фон Виллебранда. С 1792 по 1793 год Маннергейм владел поместьем Ала-Лемун, а в 1795 году - приобрел поместье Лоухисаари, которым он стал управлять. 
В 1808 году, после включения Финляндии в состав Российской империи, Маннергейм был членом депутации рыцарства и дворянства от Або-Бьёрнеборгской губернии, направленной в Санкт-Петербург. 9 января 1809 года награждён орденом Святой Анны 2-й степени с алмазами.
29 марта 1809 года Маннергейм назначен членом парламента Порвоо. 18 июля 1809 года награждён орденом Святого Владимира 3-й степени.
18 августа 1809 года назначен членом финансового департамента Сената Великого княжества Финляндского.
10 декабря  1809 года произведён в коллежские советники, 6 сентября 1810 года - статские советники, 31 августа 1812 года - действительные статские советники.
18 февраля 1816 года назначен Або-Бьёрнеборгским губернатором. Находился на этой должности до 18 февраля 1826 года.
31 мая 1817 года награждён орденом Святой Анны 1-й степени.
9 сентября 1819 года произведён в тайные советники.
15 июня 1822 года назначен вице-президентом Сената Финляндии от экономического департамента. 1 марта 1826 года ушёл в отставку.
Умер 15 января 1837 года в Або.

## Научные занятия
Был учеником Карла Линнея, увлекался ботаникой. Стал отцом финского энтомолога Карла Густава Маннергейма.

## Семья
14 июля 1796 года женился на Вендле Софии фон Виллебранд.
Дети:
- граф Карл Густав Маннергейм (10 августа 1797 - 9 октября 1854) - финский и российский энтомолог; государственный деятель.
- барон Август Эрик Маннергейм (6 октября 1810 - 19 апреля 1876) - действительный статский советник.

## Награды
- Орден Святой Анны 2-й степени с алмазами (9 января 1809)[2]
- Орден Святого Владимира 3-й степени (18 июля 1809)
- Орден Святой Анны 1-й степени (31 мая 1817)[3]
- Титул барона Великого княжества Финляндского (6 февраля 1818 года род внесен в рыцарский матрикул Великого княжества Финляндского под № 18)
- Титул графа Великого княжества Финляндского (пожалован 7 января 1824, с условием передачи графского титула только старшему сыну, 8 декабря 1824 года род внесен в рыцарский матрикул Великого княжества Финляндского под № 8)

## Память
В 2009 году, в память об истории перехода к независимости страны, Финляндия выпустила блок марок с портретами царя Александра I, Георга Магнуса Спренгтпортена, Карла Эрика Маннергейма и Густава Морица Армфельта.